# Arcadia Machine & Tool

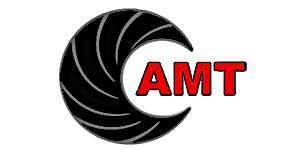
Logotipo de la compañía

Arcadia Machine & Tool, comúnmente abreviado como AMT, fue un fabricante de armas de Irwindale, California. La compañía produjo varias armas, a veces clonando otras existentes. Plagada de problemas de calidad y confiabilidad, la compañía se declaró en quiebra y los activos y la marca fueron adquiridos por IAI (Irwindale Arms Incorporated). La compañía también estuvo entre los acusados en una demanada contra varios fabricantes de armas. Algunos productos de la compañía ahora son vendidos por High Standard Manufacturing Company.

## Productos
- AMT Baby AutoMag
- AMT AutoMag
- AMT AutoMag II
- AMT AutoMag III
- AMT AutoMag IV
- AMT AutoMag V
- AMT AutoMag 440
- AMT Backup
- AMT Hardballer
- AMT Javelina
- AMT On Duty
- AMT Lightning
- Magnum Hunter
- AMT Skipper

### Fuente
- Esta obra contiene una traducción  derivada de «Arcadia Machine & Tool» de Wikipedia en inglés, publicada por sus editores bajo la Licencia de documentación libre de GNU y la Licencia Creative Commons Atribución-CompartirIgual 4.0 Internacional.

- Datos: Q4034274
- Multimedia: Arcadia Machine & Tool / Q4034274